# Michael Urie
Michael Urie (Dallas, 8 de agosto de 1980) é um ator americano, conhecido principalmente por interpretar Marc St. James em Ugly Betty série exibida pela ABC e Sony. Atualmente o ator esta fazendo um dos papéis principais da série Partners do canal CityTv.

## Filmografia e televisão
| Ano       | Título           | Personagem     |
| 2012      | Partners         | Louis          |
| 2006-2010 | Ugly Betty       | Marc St. James |
| 2008-2010 | Mode After Hours | Marc St. James |
| 2005      | WTC View         | Eric           |

## Teatro
| Ano  | Título             | Personagem     |
| 2009 | The Temperamentals | Rudi Gernreich |